# The Noise Made by People
The Noise Made by People è il primo album in studio del gruppo musicale britannico Broadcast, pubblicato nel 2000.

## Tracce
1. Long Was the Year – 3:38
2. Unchanging Window – 3:48
3. Minus One – 2:02
4. Come on Let's Go – 3:17
5. Echo's Answer – 3:12
6. Tower of Our Tuning – 4:30
7. Papercuts – 4:32
8. You Can Fall – 4:24
9. Look Outside – 3:53
10. Until Then – 3:51
11. City in Progress – 3:37
12. Dead the Long Year – 4:46